# 563 Dywizja Grenadierów Ludowych
563 Dywizja Grenadierów Ludowych (niem. 563. Volks-Grenadier-Division) – jedna z niemieckich dywizji grenadierów. Utworzona w październiku 1944 roku z przekształcenia 563 Dywizji Grenadierów, wzmocniona Szkolną Dywizją Grenadierów, jako dywizja 32 fali mobilizacyjnej. Dywizja walczyła w składzie Grupy Armii Północ (potem Kurlandia) na froncie wschodnim, podlegała głównie 18 Armii i dostała się do niewoli radzieckiej w rejonie Lipawy.

## Skład
- 1147 pułk grenadierów
- 1148 pułk grenadierów
- 1149 pułk grenadierów
- 1563 pułk artylerii
- jednostki dywizyjne

## Dowódcy dywizji
- Generalmajor Ferdinand Brühl (od października 1944)
- Generalmajor Werner Neumann (od 25 lutego 1945)